# Nauryzbaj
Nauryzbaj (kaz. Наурызбай ауданы) – jeden z ośmiu dystryktów Ałmaty, znajdujący się w południowo-zachodniej części miasta. W 2019 roku dystrykt zamieszkiwało 128 169 osób.

## Demografia
W 2019 roku dystrykt Nauryzbaj był zamieszkiwany przez 128 169 osób; pod względem liczebności był zamieszkany najwięcej przez Kazachów, Rosjan i Ujgurów.

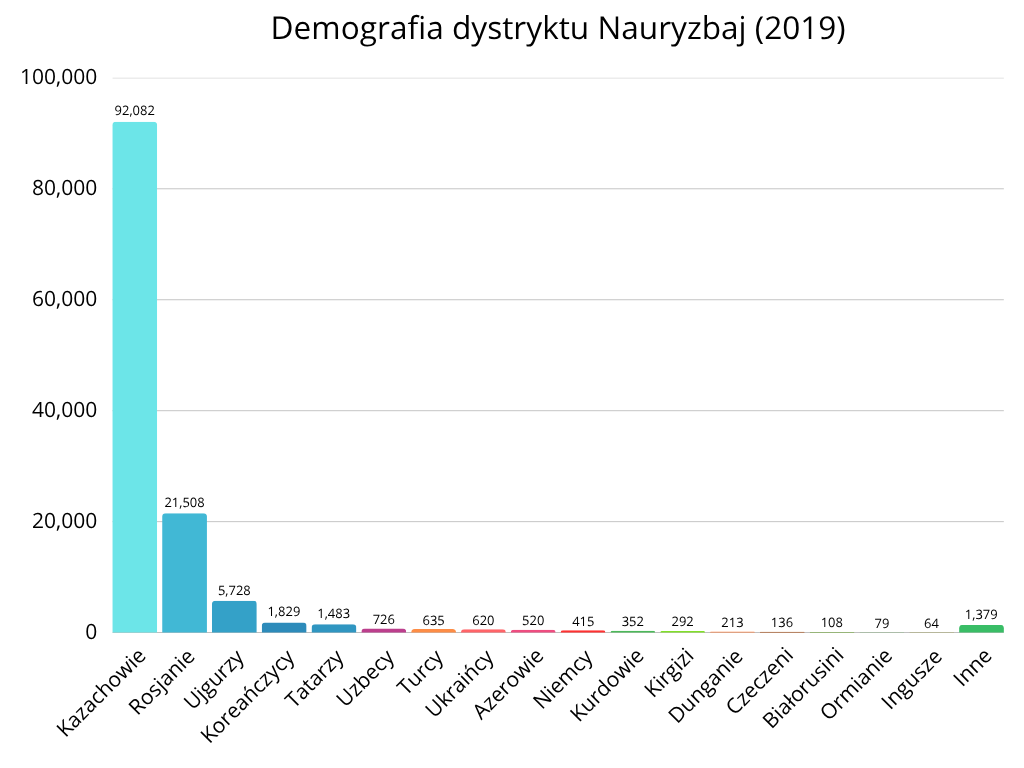